# Route européenne 81
Pour les articles homonymes, voir Route 81.
La route européenne 81 (E81) est une route reliant Mukachëvo à Constanța. Elle emprunte notamment de col de Turnu Roșu.